# John Alfred Prestwich
John Alfred Prestwich (* 1874 in Kensington; † 1952) war ein britischer Ingenieur.
Er wurde sowohl für filmtechnische Geräte berühmt als auch für den Entwurf von Verbrennungsmotoren, die er in seinem Unternehmen J.A.P. herstellte.

## Leben
Mit 16 Jahren begann er bei Sebastian Ziani de Ferranti zu arbeiten. 1894 machte er sich selbständig und baute elektrische Apparate. 1896 hatte er Kontakt zu dem Kinopionier William Friese-Greene, den er als „Part Designer“ engagierte. Green entwickelte einen Duplex-Filmprojektor, der jedoch zunächst keinen Erfolg brachte. Ab 1897 konnte er jedoch drei Projektoren anbieten, die über den speziellen Transportmechanismus für vollkommen flimmerfreies Laufbild verfügten. Das Filmformat war 2⅜ Zoll oder 60,325 mm. Mit einer besonderen Kopiermaschine haben Prestwich und Green entsprechende Vorführpositive hergestellt.
Prestwich verkaufte Filmkameras in alle Welt; das Modell 4 von 1898 fasste bereits 500 Fuß 1⅜"-Rohfilm (über 150 Meter). Weiter hatte die Prestwich Industries, Ltd, Perforiermaschinen, Klebelehren und Zubehör im Katalog.